# リポビタンDチャレンジカップ

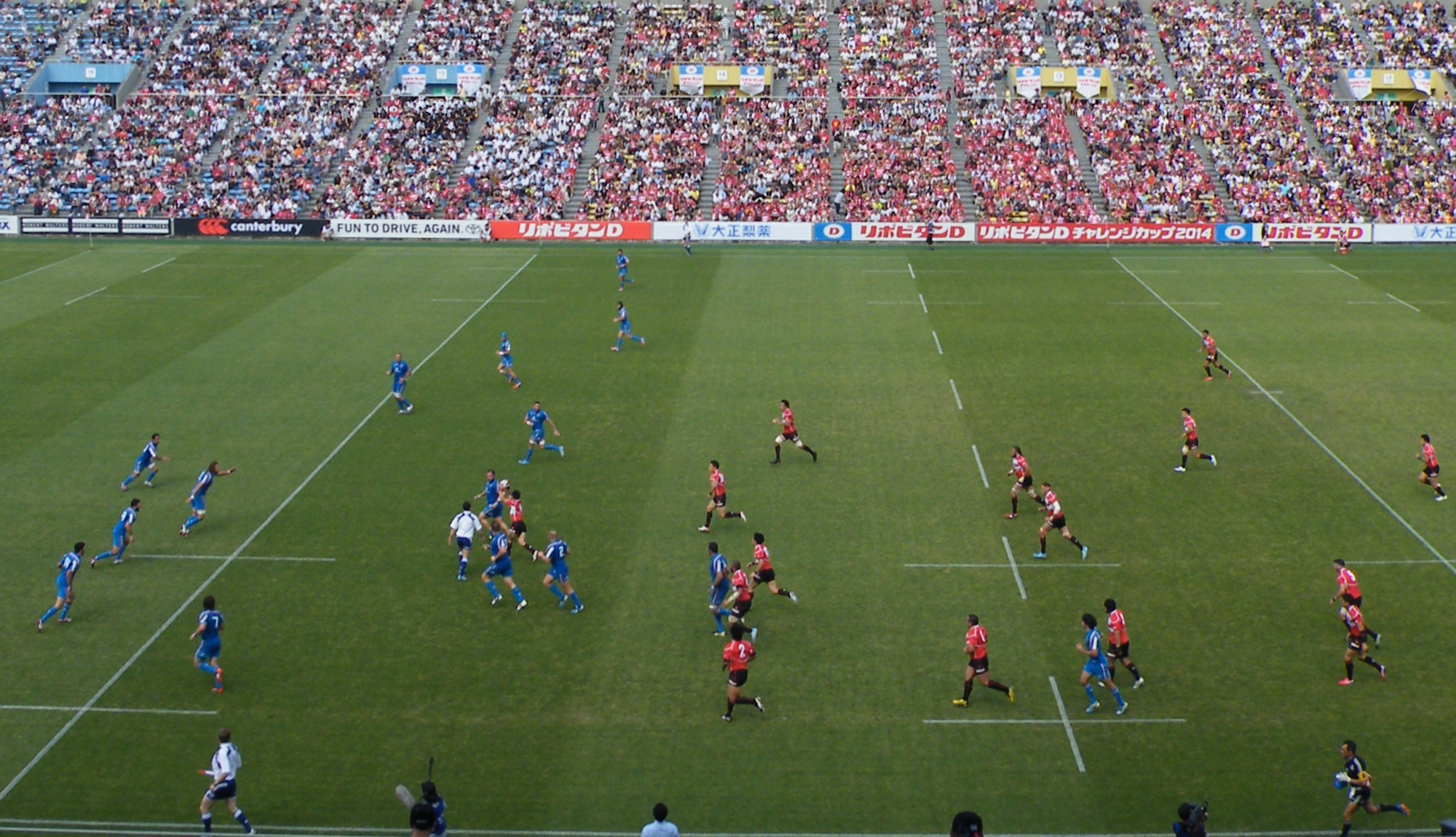
「リポビタンDチャレンジカップ2014」日本代表 - イタリア代表戦（秩父宮ラグビー場 2014年6月21日撮影）

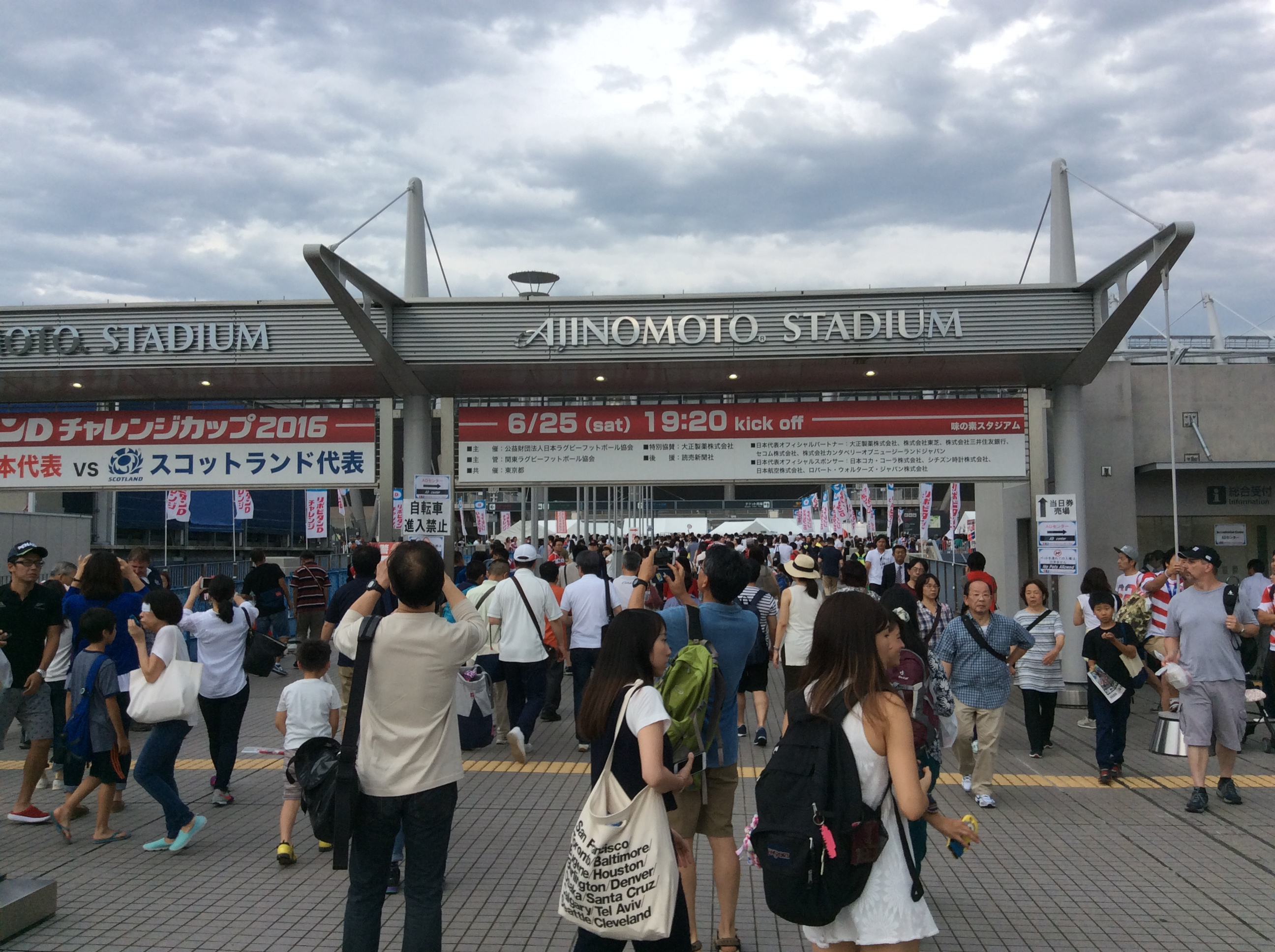
「リポビタンDチャレンジカップ2016」日本代表 - スコットランド代表戦（味の素スタジアム 2016年6月25日撮影）

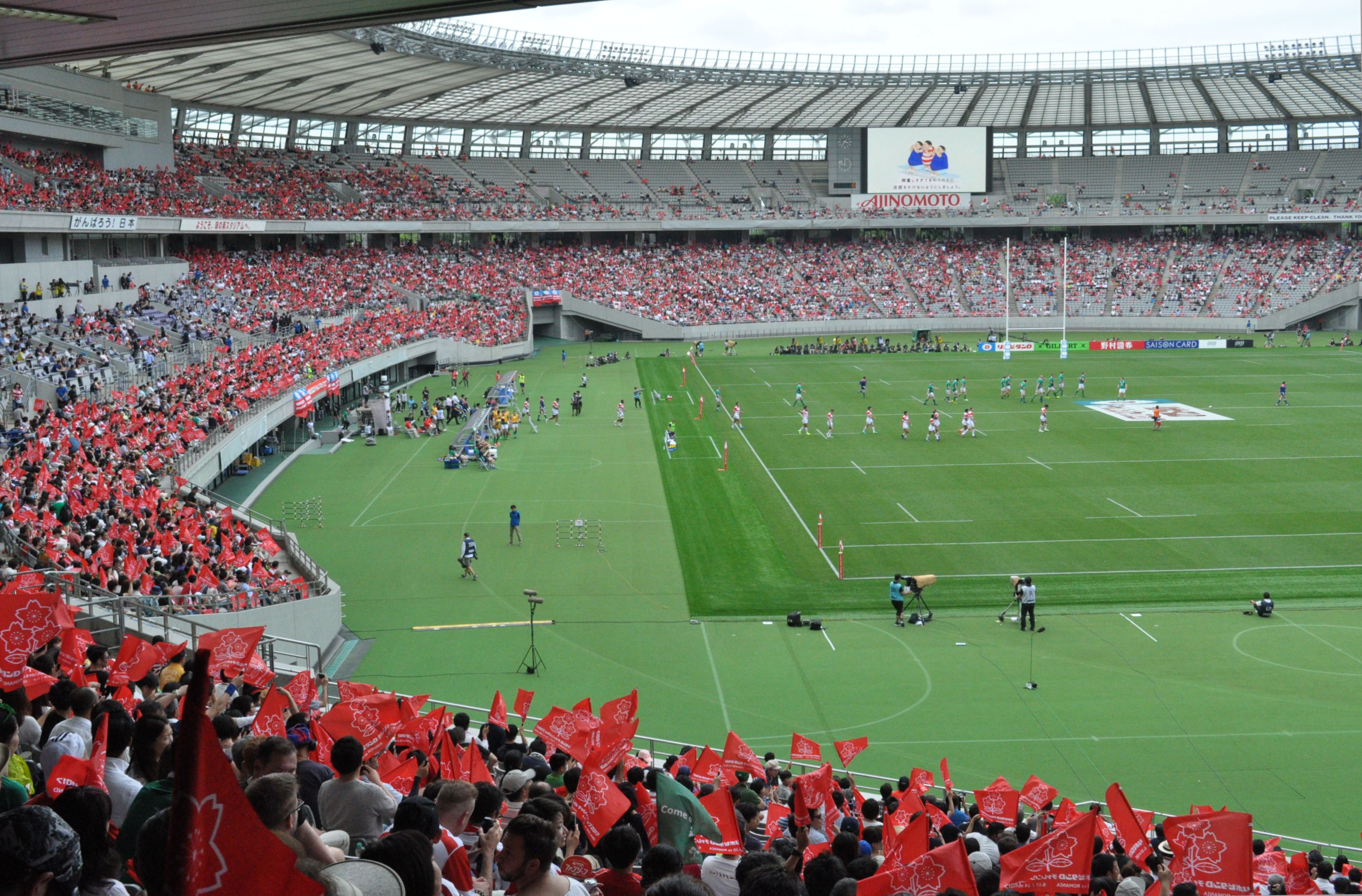
「リポビタンDチャレンジカップ2017」日本代表 - アイルランド代表戦（味の素スタジアム 2017年6月24日撮影）

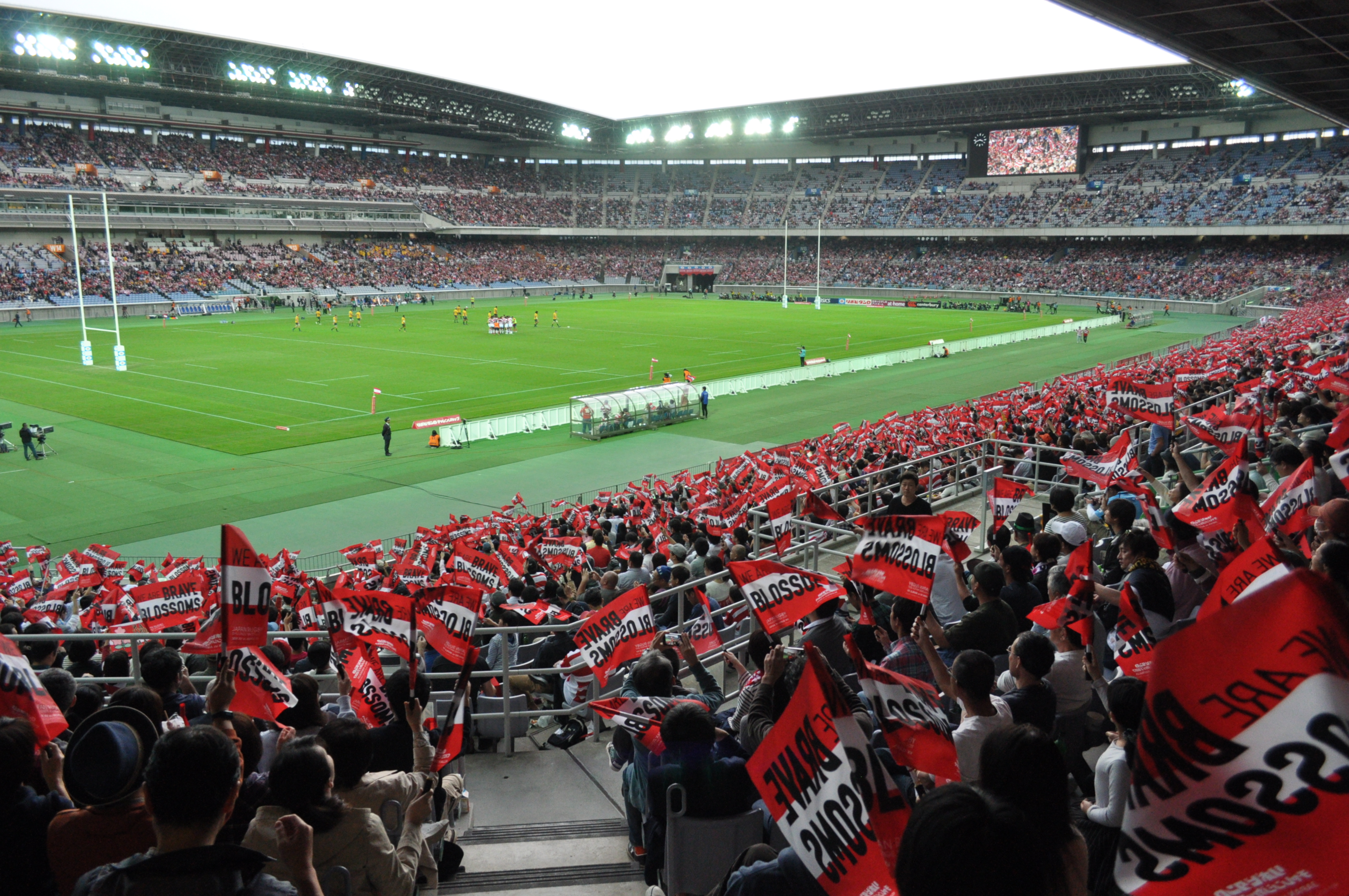
「リポビタンDチャレンジカップ2017」日本代表 - オーストラリア代表戦（横浜国際総合競技場 2017年11月4日撮影）

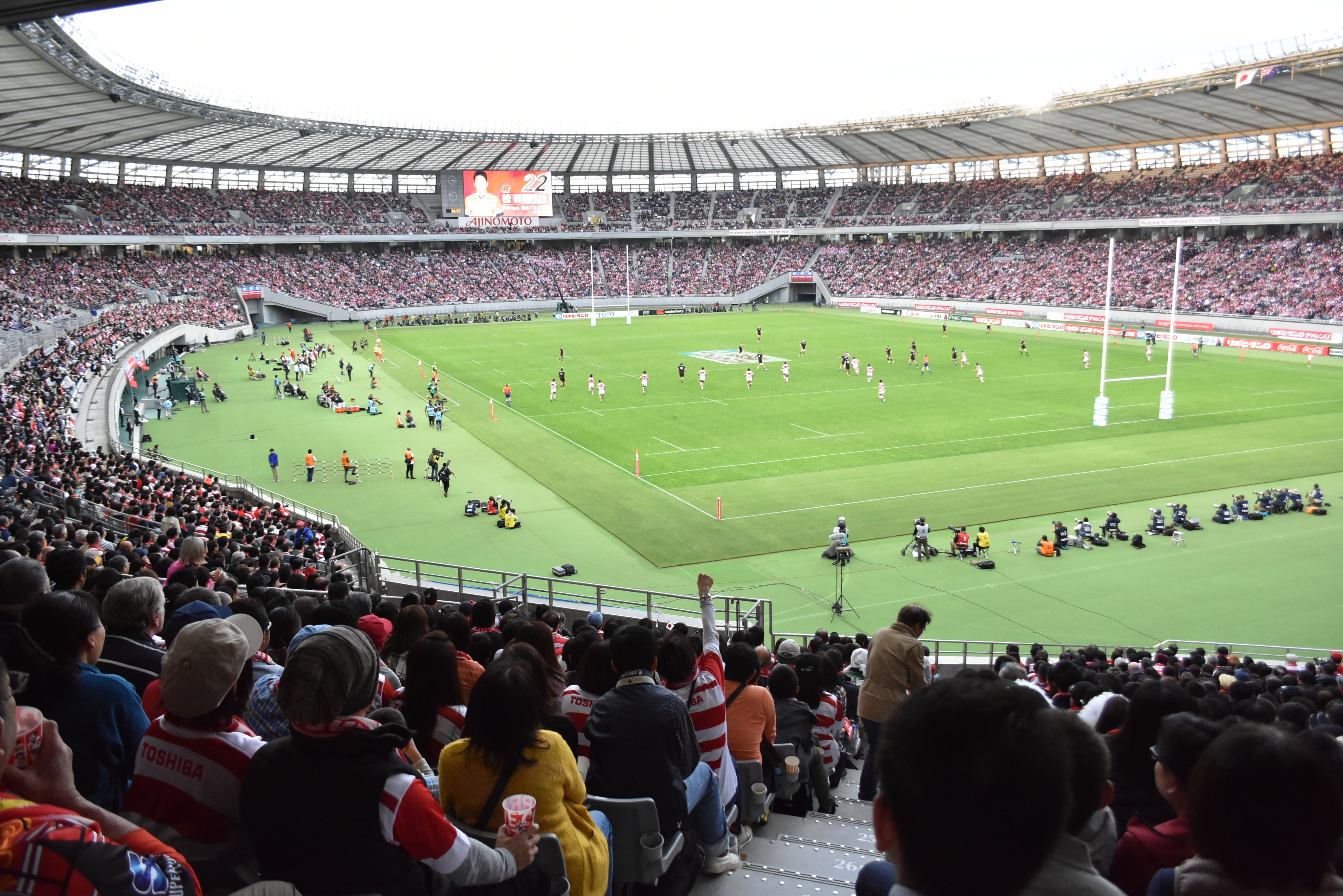
「リポビタンDチャレンジカップ2018」日本代表 - ニュージーランド代表戦（味の素スタジアム 2018年11月3日撮影）

リポビタンDチャレンジカップはリポビタンDを販売する大正製薬が特別協賛（スポンサー）となり、主に欧州・オセアニアのナショナルチームを迎えて行うラグビー日本代表のテストマッチ。大正製薬は2001年からラグビー日本代表のオフィシャルスポンサーであり、大会は2002年から開催されている。
各大会名称は「リポビタンDチャレンジ2002」のように「リポビタンDチャレンジ + 開催年」として行っていた。2013年に行われたニュージーランド代表戦は「リポビタンDチャレンジカップ2013」として行われ、以降は現在のリポビタンDチャレンジカップという名称で開催されている。。

## 日程・結果
| 日時   | 日時     | 会場     | 対戦チーム・スコア                          | 備考                                          |
| ------ | -------- | -------- | ------------------------------------------- | --------------------------------------------- |
| 2002年 | 5月19日  | 国立     | 日本 59-19 ロシア                           |                                               |
| 2002年 | 5月26日  | 熊谷     | トンガ 41-29 日本                           |                                               |
| 2003年 | 6月5日   | 長居第2  | オーストラリアA 63-5 日本                   |                                               |
| 2003年 | 7月6日   | 国立     | イングランド 55-20 日本                     |                                               |
| 2004年 | 6月30日  | 長居     | イタリア 22-5 日本選抜                      | キャップ対象外                                |
| 2004年 | 7月4日   | 秩父宮   | イタリア 32-19 日本                         |                                               |
| 2005年 | 6月12日  | 長居     | アイルランド 44-12 日本                     |                                               |
| 2005年 | 6月19日  | 秩父宮   | アイルランド 47-18 日本                     |                                               |
| 2005年 | 11月5日  | 秩父宮   | 日本 44-29 スペイン                         | RWC2011日本招致カウントダウンマッチ           |
| 2006年 | 5月14日  | 花園     | 日本 32-7 ジョージア                        |                                               |
| 2006年 | 6月11日  | 秩父宮   | イタリア 52-6 日本                          |                                               |
| 2006年 | 11月4日  | 秩父宮   | オーストラリア首相XV 61-19 日本             | キャップ対象外                                |
| 2007年 | 4月22日  | 秩父宮   | 日本 82-0 韓国                              | アジア3カ国対抗戦・第9回日韓定期戦            |
| 2007年 | 4月29日  | 秩父宮   | 日本 73-3 香港                              | アジア3カ国対抗戦                             |
| 2007年 | 8月10日  | 秩父宮   | 日本 69-10 アジア・バーバリアンズ           | キャップ対象外                                |
| 2008年 | 5月31日  | 国立     | クラシック・オールブラックス 15-13 JAPAN XV | キャップ対象外                                |
| 2008年 | 11月16日 | 瑞穂     | 日本 29-19 アメリカ合衆国                   |                                               |
| 2008年 | 11月22日 | 秩父宮   | 日本 32-17 アメリカ合衆国                   |                                               |
| 2009年 | 11月15日 | ユアスタ | 日本 46-8 カナダ                            |                                               |
| 2009年 | 11月21日 | 秩父宮   | 日本 27-6 カナダ                            |                                               |
| 2010年 | 10月30日 | 秩父宮   | サモア 13-10 日本                           |                                               |
| 2010年 | 11月6日  | 秩父宮   | 日本 75-3 ロシア                            |                                               |
| 2011年 | 8月21日  | 秩父宮   | 日本 20-14 アメリカ合衆国                   | RWC2011NZ大会壮行試合                         |
| 2012年 | 6月20日  | 秩父宮   | フレンチ・バーバリアンズ 40-21 JAPAN XV     | キャップ対象外                                |
| 2012年 | 6月24日  | 秩父宮   | フレンチ・バーバリアンズ 51-18 JAPAN XV     | キャップ対象外                                |
| 2013年 | 6月8日   | 花園     | ウェールズ 22-18 日本                       | 2013年ラグビーウェールズ代表の日本遠征        |
| 2013年 | 6月15日  | 秩父宮   | 日本 23-8 ウェールズ                        | 2013年ラグビーウェールズ代表の日本遠征        |
| 2013年 | 11月2日  | 秩父宮   | ニュージーランド 54-6 日本                  | 以降「リポビタンDチャレンジカップ」として開催 |
| 2014年 | 5月30日  | 秩父宮   | 日本 33-14 サモア                           |                                               |
| 2014年 | 6月21日  | 秩父宮   | 日本 26-23 イタリア                         |                                               |
| 2014年 | 11月1日  | ノエスタ | マオリ・オールブラックス 61-21 JAPAN XV     | キャップ対象外                                |
| 2014年 | 11月8日  | 秩父宮   | マオリ・オールブラックス 20-18 JAPAN XV     | キャップ対象外                                |
| 2015年 | 8月15日  | 秩父宮   | 世界選抜 45-20 日本                         | キャップ対象外                                |
| 2015年 | 8月22日  | レベスタ | 日本 30-8 ウルグアイ                        |                                               |
| 2015年 | 8月29日  | 秩父宮   | 日本 40-0 ウルグアイ                        |                                               |
| 2016年 | 6月18日  | 豊田ス   | スコットランド 26-13 日本                   |                                               |
| 2016年 | 6月25日  | 味スタ   | スコットランド 21-16 日本                   |                                               |
| 2016年 | 11月5日  | 秩父宮   | アルゼンチン 54-20 日本                     |                                               |
| 2017年 | 6月10日  | えがお   | 日本 33-21 ルーマニア                       |                                               |
| 2017年 | 6月17日  | エコパ   | アイルランド 50-22 日本                     |                                               |
| 2017年 | 6月24日  | 味スタ   | アイルランド 35-13 日本                     |                                               |
| 2017年 | 11月4日  | 日産ス   | オーストラリア 63-30 日本                   |                                               |
| 2018年 | 6月9日   | 大分     | 日本 34-17 イタリア                         |                                               |
| 2018年 | 6月16日  | ノエスタ | イタリア 25-22 日本                         |                                               |
| 2018年 | 6月23日  | 豊田ス   | 日本 28-0 ジョージア                        |                                               |
| 2018年 | 11月3日  | 味スタ   | ニュージーランド 69-31 日本                 |                                               |
| 2019年 | 7月27日  | 鵜住居   | 日本 34-21 フィジー                         | PNC2019第1戦                                  |
| 2019年 | 8月3日   | 花園     | 日本 41-7 トンガ                            | PNC2019第2戦                                  |
| 2019年 | 9月6日   | 熊谷     | 南アフリカ共和国 41-7 日本                  |                                               |
| 2021年 | 6月12日  | エコパ   | 日本 32-17 サンウルブズ                     | キャップ対象外                                |
| 2021年 | 10月23日 | 大分     | オーストラリア 32-23 日本                   |                                               |
| 2022年 | 6月18日  | 秩父宮   | 日本 34-15 ウルグアイ                       |                                               |
| 2022年 | 6月25日  | ミクスタ | 日本 43-7 ウルグアイ                        |                                               |
| 2022年 | 7月2日   | 豊田ス   | フランス 42-23 日本                         |                                               |
| 2022年 | 7月9日   | 国立     | フランス 20-15 日本                         |                                               |
| 2022年 | 10月29日 | 国立     | ニュージーランド 38-31 日本                 |                                               |
| 2023年 | 7月8日   | 秩父宮   | All Blacks XV 38-6 JAPAN XV                 | キャップ対象外                                |
| 2023年 | 7月15日  | えがお   | All Blacks XV 41-27 日本                    | キャップ対象外                                |
| 2023年 | 7月22日  | 札幌     | サモア 24-22 日本                           | パシフィックネーションズシリーズ              |
| 2023年 | 7月29日  | 花園     | 日本 21-16 トンガ                           | パシフィックネーションズシリーズ              |
| 2023年 | 8月5日   | 秩父宮   | フィジー 35-12 日本                         | パシフィックネーションズシリーズ              |
| 2024年 | 6月22日  | 国立     | イングランド 52-17 日本                     |                                               |
| 2024年 | 6月29日  | 秩父宮   | マオリ・オールブラックス 36-10 JAPAN XV     | キャップ対象外                                |
| 2024年 | 7月6日   | 豊田ス   | JAPAN XV 26-14 マオリ・オールブラックス     | キャップ対象外                                |
| 2024年 | 7月13日  | ユアスタ | ジョージア 25-23 日本                       |                                               |
| 2024年 | 7月21日  | 札幌     | イタリア 42-14 日本                         |                                               |
| 2024年 | 10月26日 | 日産ス   | 日本 - ニュージーランド                     |                                               |
| 2025年 | 6月28日  | 秩父宮   | JAPAN XV - マオリ・オールブラックス         | キャップ対象外                                |
| 2025年 | 7月5日   | ミクニ   | 日本 - ウェールズ                           |                                               |
| 2025年 | 7月12日  | ノエスタ | 日本 - ウェールズ                           |                                               |
| 2025年 | 10月25日 | 国立     | 日本 - オーストラリア                       |                                               |

## 放送・配信

### テレビ放送
地上波では日本放送協会（NHK）と日本テレビ系列、TOKYO MX、衛星放送ではBS日テレとJ SPORTSにて生中継している。なお、NHK放送分については放送法における「広告放送の禁止」規定を踏まえ、冠大会で企業名等の表現を抑制するようにしていることから、『ラグビーテストマッチ』のタイトルで放送している。

### 動画配信
地上波テレビ放送でNHKが中継担当する試合はNHKプラス、日本テレビが中継担当する試合はHuluにてそれぞれ配信している。また、J SPORTS制作分についてはJ SPORTSオンデマンドにて配信している。